# برينتا (لومباردي)
برينتا هي كومونا تقع في مقاطعة فاريزي في منطقة لومباردي الإيطالية،تقع على بعد حوالي 60 كيلومترًا (37 ميلا)شمال غرب ميلانو وحوالي 15 كيلومترًا (9 ميلا) شمال غرب فاريزي.
تحد برينتا البلديات التالية:أزيو،كاسالزوينو،كاستلفيكانا،سيتيجليو،جيمونيو.